# ツィンツンツァン

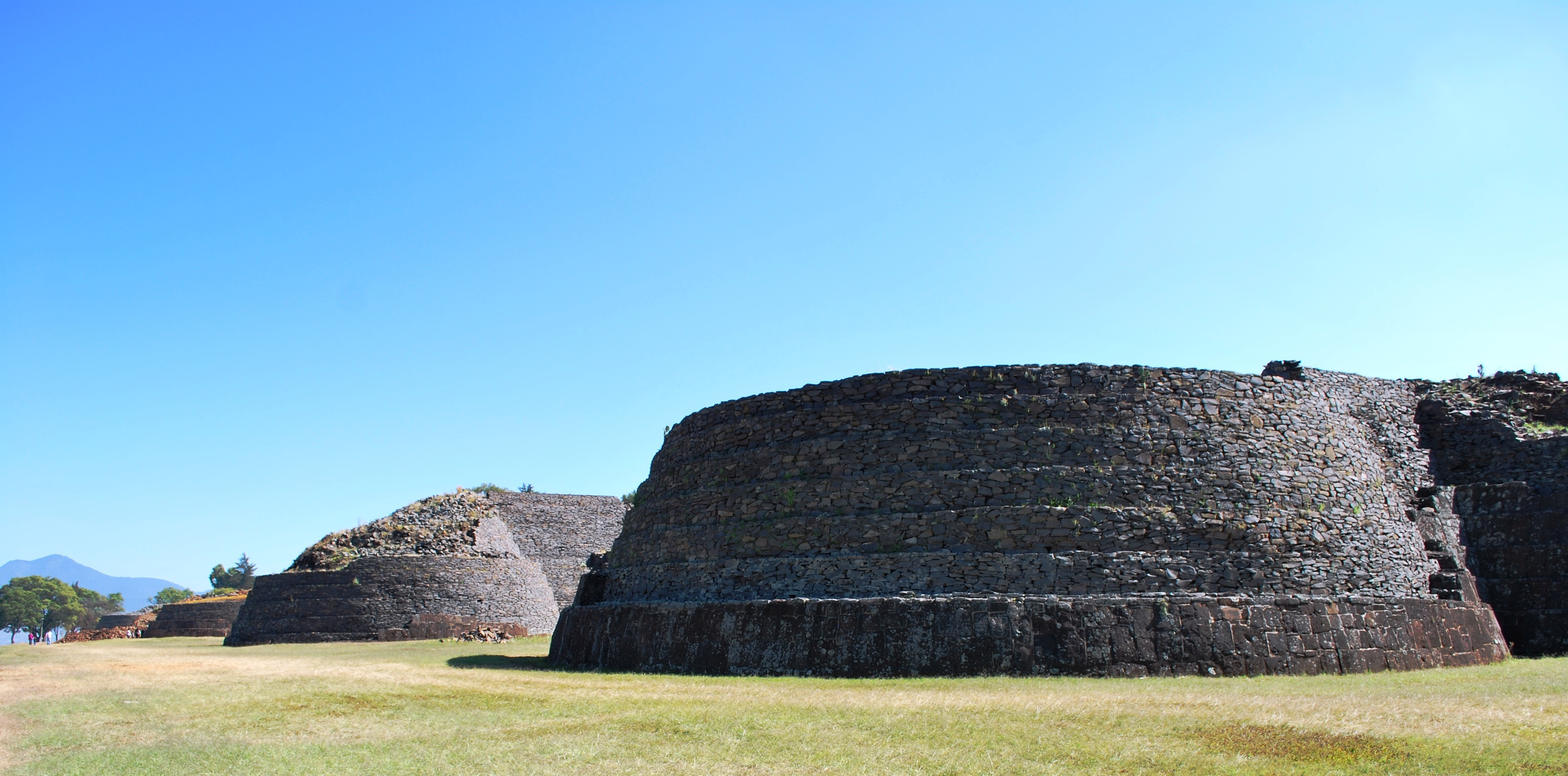
ヤカタ（円形ピラミッド）

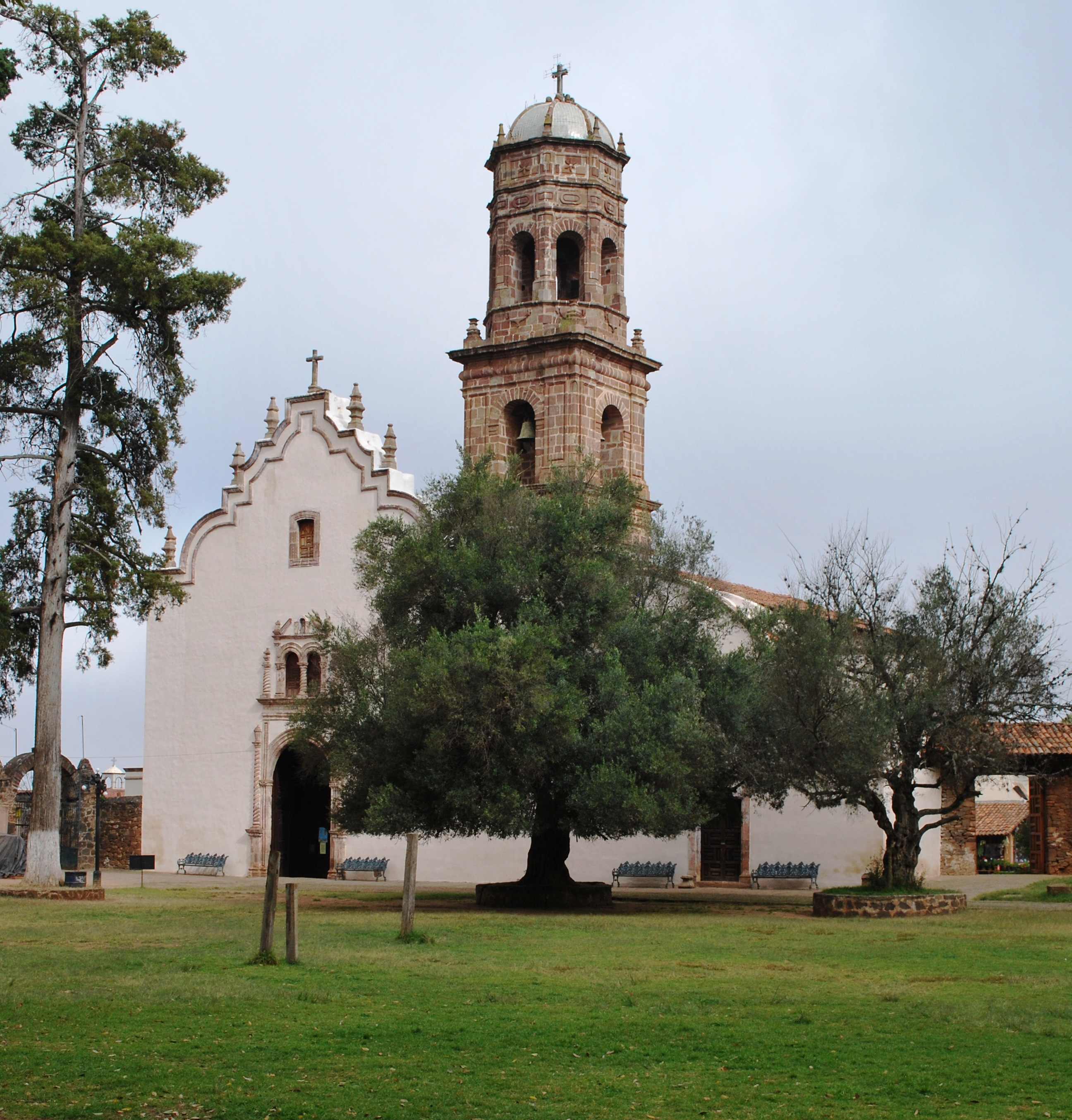
サンフランシスコ修道院跡の教会

ツィンツンツァン（Tzintzuntzan）は、メキシコのミチョアカン州にある自治体。人口は3,830人（2020年）。
スペイン人による植民地以前にはタラスカ王国の首都であり、後古典期プレペチャ文化の祭祀の中心地であったため、その遺跡が残されている。
メキシコ政府観光局により、2012年にプエブロ・マヒコのひとつに選出された。

## 概要
ツィンツンツァンはパツクァロ湖に面した町であり、パツクァロの北に位置している。後古典期のタラスカ王国の首都であり、その遺跡が残されている。3つの「ヤカタ」(yácata)と呼ばれる円形ピラミッドの基部がよく知られる。
1525年にサンフランシスコ修道院の建設がはじまり、71年かけて完成した。
「ツィンツンツァン」とはプレペチャ語で「ハチドリの場所」を意味する。ナワトル語では同じ意味のウィツィツィラン(Huitzitzilan)と呼ばれた。

## 歴史
スペインによる植民地化以前、プレペチャ（タラスコ族）によるタラスカ王国ははじめツィンツンツァン、パツクァロ、イワツィオの3つに分割されて統治されていたが、1450年ごろになるとツィンツンツァンに権力が集中し、タラスカ王国の首都になった。当時のタラスカ王国は広大で強力であり、アステカのアシャヤカトルはタラスカ王国を征服しようとしたが失敗した。スペイン人が初めてミチョアカンを征服した時、ツィンツンツァンは2-3万の人口があった。
1528年に第1アウディエンシアの長官に任命されたヌーニョ・デ・グスマンは先住民に対して暴政をふるったが、初代メキシコ司教のフアン・デ・スマラガがその暴虐ぶりをスペイン本国に報告し、グスマンは罷免された。1533年に第2アウディエンシアの聴訴官バスコ・デ・キロガがツィンツンツァン（1538年以前はウィツィツィラまたはシウダー・デ・ミチョアカンと呼ばれた）を調査に訪れた。
1536年にミチョアカン司教区が作られ、バスコ・デ・キロガがその初代司教に任命された。彼ははじめツィンツンツァンに住んだが、すぐにこの地が水に乏しく山に囲まれて日が短いことを不満とし、首都をパツクァロに移した。「シウダー・デ・ミチョアカン」の名もパツクァロが得ることになった。